# Anders Andersen's Rengøring
Anders Andersen's Rengøring A/S er en dansk rengøringskoncern med hovedkvarter i Taastrup og afdelinger i Vejle, Aarhus og Aalborg. Deres rengøringsservices er indenfor erhvervsrengøring, ejendomsrengøring og vinduespolering, desuden har de ejendomsservice og skadeservice. I 2024 havde de ca. 1.200 ansatte og omsatte for 555 mio. kroner.
Anders Andersen's Rengøring blev etableret i 1968 og er ejet af Anders Christian Lyder Andersen.